# Superman (Eminem)
Superman (reso graficamente SUPƎRMAN) è un singolo di Eminem, pubblicato il 27 gennaio 2003 come terzo estratto dal quarto album in studio The Eminem Show.
Il singolo vede la collaborazione della rapper Dina Rae.

## Descrizione
È stata pubblicata come singolo nel 2003, solo negli Stati Uniti. Parla delle difficili relazioni sentimentali del rapper, e di come abbia saputo legare con le sue ex fidanzate.

## Video musicale
Il video musicale si trova solo sul DVD del film 8 Mile. Qui appare la pornoattrice Gina Lynn, nuda nella versione non censurata.

## Classifiche
| Classifica (2022) | Posizione massima |
| ----------------- | ----------------- |
| Grecia            | 24                |